# Theo Hardenberg
Theodor „Theo“ Hardenberg (* 11. September 1908 in Königswinter; † 4. März 1975) war ein deutscher Pädagoge, Heimatforscher und Museumsleiter, der sich mit der Geschichte seiner Heimatstadt Königswinter und des Siebengebirges beschäftigte.

## Leben und Wirken
Hardenberg wuchs als Sohn des Uhrmachers Bernhard Hardenberg und seiner Frau Therese geborene Hamm (1883–1920) in Königswinter auf. Er besuchte dort die Katholische Volksschule und die städtische Höhere Knabenschule, bis er an die Kalkuhlsche Oberrealschule in Oberkassel wechselte und dort 1928 sein Abitur ablegte. Es folgte bis 1932 ein Lehramtsstudium in Bonn und Köln. Im November 1933 bestand Hardenberg in Köln die Mittelschullehrerprüfung. Von 1934 bis 1938 war er als Lehrer an der Heimschule St. Michael im Schloss Drachenburg in Königswinter tätig, anschließend fernab seiner Heimatstadt an der Höheren Schule in Lechenich. Nach dem Kriegsdienst ab 1941 geriet er Ende März 1945 in amerikanische Kriegsgefangenschaft, aus der er im Sommer 1946 zurückkehrte.
Ostern 1947 konnte Hardenberg seine Tätigkeit als Lehrer wiederaufnehmen, nunmehr an der Mittelschule (spätere Realschule) in Königswinter. Am 6. Februar 1952 wurde er zum Leiter des im Wiederaufbau befindlichen Siebengebirgsmuseums bestimmt, im Januar 1955 auch zum stellvertretenden Vorsitzenden des Heimatvereins Siebengebirge gewählt. Als Lehrer für Erdkunde und Geschichte, ab Dezember 1964 auch stellvertretender Direktor (Konrektor) der Realschule, wirkte er auf die Einbeziehung der Heimatgeschichte des Siebengebirgsraums in die Abschlussarbeiten der Abgangsschüler hin und ließ im Werkunterricht maßstabsgerechte Modelle als Ausstellungsstücke für das Siebengebirgsmuseum anfertigen. Hardenberg verfasste zahlreiche heimatgeschichtliche Aufsätze, die überwiegend zunächst in der Lokalzeitung Echo des Siebengebirges veröffentlicht wurden. In den 1960er-Jahren setzte er sich vehement für den Erhalt des damals vom Abbruch bedrohten Schlosses Drachenburg als Baudenkmal ein, an dem ihm ein wesentlicher Beitrag zugeschrieben wird. Vom Landschaftsverband Rheinland wurde er als Referent am Jugendhof Rheinland verpflichtet. Darüber hinaus war er viele Jahre Mitglied des Königswinterer Stadtrats.
Im November 1972 trat Hardenberg als Konrektor in den Ruhestand. Im November 1973 erkrankte er so schwer, dass er seine Tätigkeit für das Siebengebirgsmuseum einstellen musste. Im April 1974 wurde er aufgrund seiner Verdienste als Heimatforscher und Museumsleiter mit dem Bundesverdienstkreuz am Bande ausgezeichnet, im Mai 1974 zum Ehrenmitglied des Heimatvereins Siebengebirge ernannt. Beigesetzt wurde er auf dem Neuen Friedhof (Oberweingartenweg) in Königswinter. Einige seiner Vorträge und Aufzeichnungen wurden erst posthum veröffentlicht, letztere ausgewertet und fortgeführt von Winfried Biesing.

## Veröffentlichungen (Auswahl)
- Der Drachenfels – Seine „Conservation vermittelst Expropriation“: Der Rechtsstreit um die Erhaltung des Drachenfelskegels mit seiner aufstehenden Ruine. In: Rheinische Heimatpflege, Neue Folge, 5. Jahrgang (1968), Heft 4, S. 274–310.
- Gerühmte – geschmähte Burg: Schloß Drachenburg bei Königswinter. In: Rheinische Heimatpflege, Neue Folge, 8. Jahrgang (1971), Heft 4, S. 265–292. (auch als Sonderdruck erschienen)
- Der Ölberg [Siebengebirge] und sein Name. In: Rheinische Heimatpflege, Neue Folge, 14. Jahrgang (1977), Heft 2, S. 122–128. [aus dem Vortrag bei der Jahresversammlung des Verschönerungsvereins für das Siebengebirge am 17. November 1973 in Bad Honnef]
- Das Siebengebirge, seine Steinbrüche und seine Rettung. In: Rheinische Heimatpflege, Neue Folge, 15. Jahrgang (1978), Heft 2, S. 119–124. [aus dem Vortrag bei der Jahresversammlung des Verschönerungsvereins für das Siebengebirge am 17. November 1973 in Bad Honnef]
- Heimatverein Siebengebirge (Hrsg.); Theo Hardenberg, Winfried Biesing: „In der Welt“ zu Königswinter und rundherum: Ein Stück geschichtlicher Ortskunde. Uelpenich, Königswinter 1985. (Teil 1 ursprünglich in acht Folgen 1973 im Echo des Siebengebirges veröffentlicht)
- Zur Geschichte des Ölbergs und seiner Steinbrüche. In: Heimatverein Siebengebirge (Hrsg.): Streiflichter aus dem Siebengebirge [Festschrift 1926–1986]. Königswinter 1986, S. 173–195. [aus dem Vortrag bei der Jahresversammlung des Verschönerungsvereins für das Siebengebirge am 17. November 1973 in Bad Honnef, redigiert von Winfried Biesing]
- 100 Jahre Nachtigallental: 1861–1961. In: Heimatverein Siebengebirge (Hrsg.): Streiflichter aus dem Siebengebirge [Festschrift 1926–1986]. Königswinter 1986, S. 163–172. (ursprünglich veröffentlicht 1961 im Echo des Siebengebirges)